# Пресидио (Тексас)
Пресидио (енгл. Presidio) град је у америчкој савезној држави Тексас. По попису становништва из 2010. у њему је живело 4.426 становника.

## Демографија
Према попису становништва из 2010. у граду је живело 4.426 становника, што је 259 (6,2%) становника више него 2000. године.
| Група             | 2000.         | 2010.         |
| Белци             | 221 (5,3%)    | 168 (3,8%)    |
| Афроамериканци    | 4 (0,1%)      | 27 (0,6%)     |
| Азијати           | 2 (0,0%)      | 74 (1,7%)     |
| Хиспаноамериканци | 3.922 (94,1%) | 4.151 (93,8%) |
| Укупно            | 4.167         | 4.426         |